# Folkusfalva
Folkusfalva (szlovákul Folkušová) község Szlovákiában, a Zsolnai kerületben, a Turócszentmártoni járásban.

## Fekvése
Pribóctól 5,5 km-re délkeletre, Turócszentmártontól 11 km-re délre fekszik.

## Története
1331-ben „villa Folkus” néven említik először, amikor Doncs mester első birtokosának, a Folkus családnak adja. A falu nevét is róluk kapta. 1335-ben „Villa Folci”, 1359-ben „Folkusfalua”, 1391-ben „Ffolkasfalwa”, 1552-ben „Folkusovalva” alakban szerepel az írott forrásokban. 1785-ben 62 házában 359 lakos élt. A Folkus család a 18. század végéig maradt a község birtokosa, utánuk több nemesi család birtoka.
A 18. század végén Vályi András így ír róla: „FOLKUS FALVA. Folkusova. Tót falu Túrocz Vármegyében, földes Urai Tomky, és Lacsnyi Urak, lakosai katolikusok, fekszik Netzpáltól fél mértföldnyire, lakosai hajdan nevezetes Királyi szabadságokkal bírtak, mellyek a’ Magyar Királyok által 1171dik, azután 1230dik majd 1286. és 1389ben adattak, és meg erőssítettek. Nevezetesíti tovább e’ helyet Tomka Szászky tudos férfinak, itten lett születése. Határbéli földgye jó; de mivel fája, ’s legelője szűken van, második Osztálybéli.”
1828-ban 30 háza és 248 lakosa volt, akik főként mezőgazdasággal foglalkoztak. Néhány kézműves, szűcs, kosárfonó és takács is élt a faluban.
Fényes Elek 1851-ben kiadott geográfiai szótárában így ír a faluról: „Folkusfalva, (Folkussova), tót falu, Thurócz vm., Neczpál filiálisa: 36 kath., 210 evang., 2 zsidó lak. Lakosai hajdan szép privilegiumokat nyertek 1171, 1230, 1286, 1283-ik esztendőkben. Itt született Tomka Szászky nevezetes tudós. F. u. többen. Zsámbokréthez 2 óra.”
A trianoni diktátumig Turóc vármegye Turócszentmártoni járásához tartozott.
A falu később is megőrizte mezőgazdasági jellegét.

## Népessége
| Év:            | 1994. | 2004.   | 2014.   | 2024.    |
| -------------- | ----- | ------- | ------- | -------- |
| Emberek száma: | 130   | 128     | 137     | 158      |
| Eltérés:       |       | -1,53 % | +7,03 % | +15,32 % |

| Év:            | 2023. | 2024.   |
| -------------- | ----- | ------- |
| Emberek száma: | 157   | 158     |
| Eltérés:       |       | +0,63 % |

1910-ben 276, túlnyomórészt szlovák lakosa volt.
2001-ben 122 lakosából 120 szlovák volt.
2011-ben 134 lakosából 129 szlovák.

## Híres emberek
- Itt született 1700-ban Tomka Szászky János evangélikus lelkész, történész, földrajztudós.

## Nevezetességei
- Temploma a 19. század végén épült historizáló stílusban.
- Barokk harangtornya 1782-ben épült, 1926-ban megújították.
- A 19. század végén épített neoklasszicista kápolna.
- A faluban egy 17. századi eredetű reneszánsz kúria is áll, melyet 1797-ben átépítettek.

## Külső hivatkozások
- Községinfó
- Folkusfalva Szlovákia térképén
- Rövid ismertető
- Rövid ismertető Turóc honlapján
- E-obce.sk